# Justizzentrum Leoben

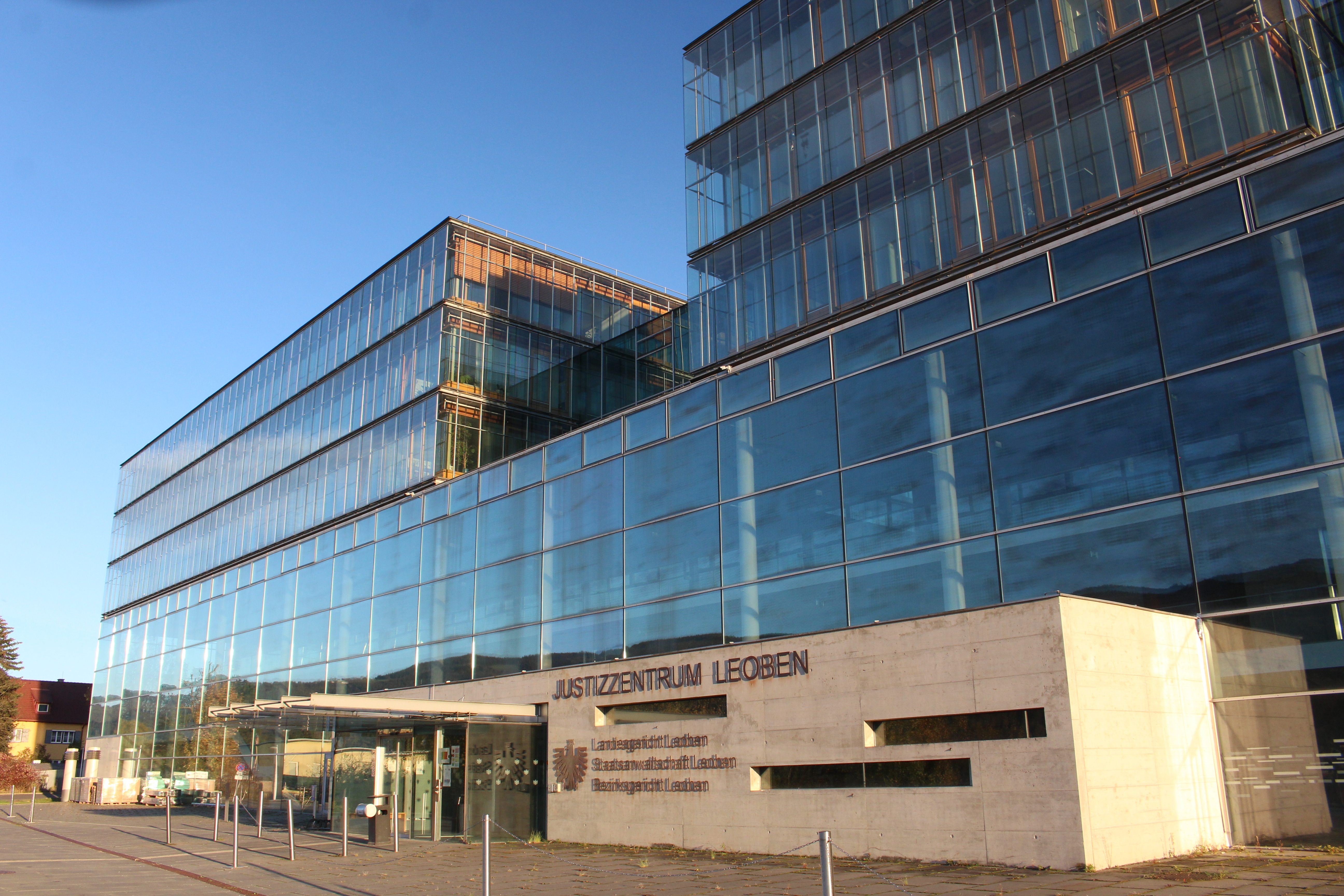
Eingangsbereich des Gerichtstraktes

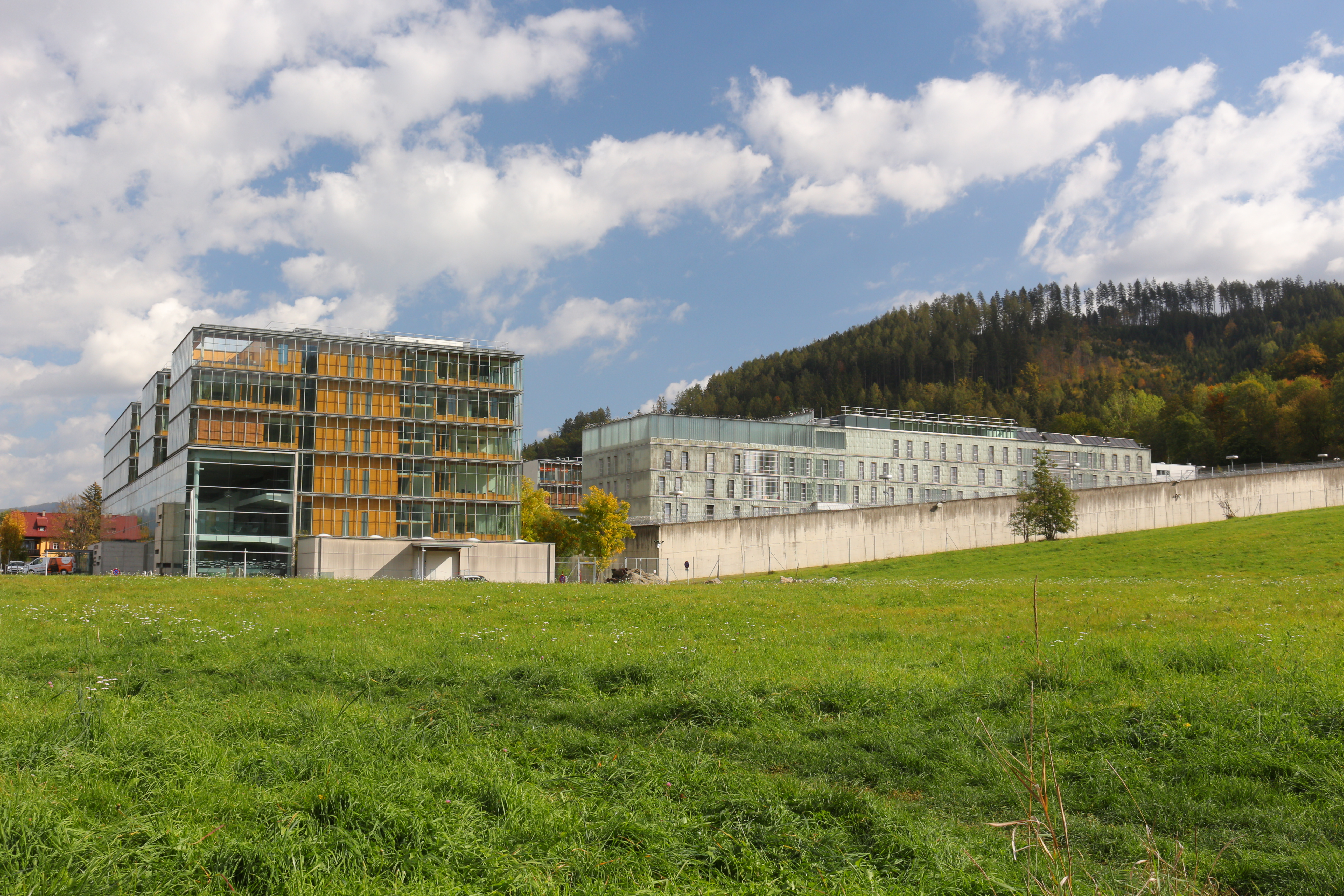
Blick aus Westen auf das Justizzentrum. Im linken Bereich der Gerichts-, im rechten Bereich der Gefängnistrakt.

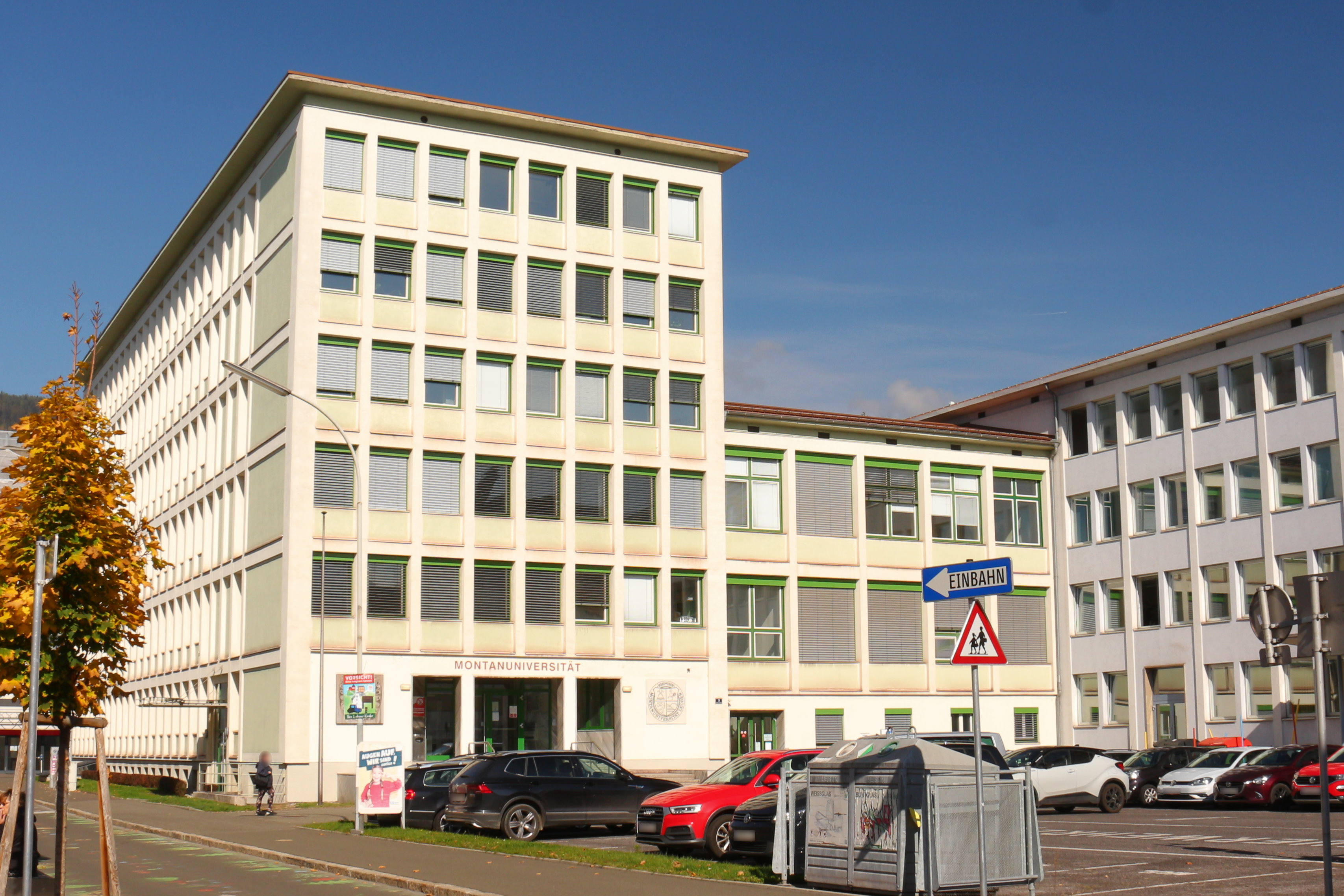
Ehemaliger Standort in der Erzherzog Johann-Straße 3, inzwischen genutzt von der Montanuniversität Leoben

Das Justizzentrum Leoben ist ein Gerichts- und Gefängniskomplex in der Dr. Hanns Groß-Straße 7 in Leoben in der Steiermark. Neben dem Landesgericht Leoben ist hier auch das Bezirksgericht, das Gerichtliche Gefangenenhaus sowie die Staatsanwaltschaft untergebracht.

## Baugeschichte
1998 wurde der Neubau eines „Justizzentrums“ in Leoben in das Bauprogramm des Bundes aufgenommen. In diesem Neubau in der Dr. Hanns Groß-Straße sollten das Landesgericht Leoben, die Staatsanwaltschaft Leoben, das Bezirksgericht Leoben und die Justizanstalt Leoben zusammengeführt werden. Im Sommer 1999 wurde der Architektenwettbewerb ausgeschrieben, am 26. April 2000 das Siegermodell des Architekten Josef Hohensinn aus Graz der Öffentlichkeit präsentiert. Am 14. Dezember 2000 wurde der Entwurf endgültig genehmigt. Am 5. Juli 2002 fand der Spatenstich statt, im Jänner 2003 startete der Erdaushub. Die Gleichenfeier erfolgte am 29. Jänner 2004.
Nach einer Bauzeit von 22 Monaten nahmen das Präsidium und die zivilrechtlichen Abteilungen des Landesgerichtes sowie alle Bereiche des Bezirksgerichtes am 20. Dezember 2004 die Arbeit im neuen Amtsgebäude auf. Die offizielle Eröffnung des Justizzentrums erfolgte am 11. März 2005 durch Justizministerin Karin Gastinger, wobei die Baukosten mit 46 Millionen Euro beziffert wurden, wovon 21,7 Millionen Euro auf das eigentliche Gerichtsgebäude entfielen. Das Landes- sowie das Bezirksgericht Leoben wurden aus dem Amtsgebäude Erzherzog Johann-Straße 3 ins Justizzentrum verlegt, die Justizanstalt Leoben aus dem Gebäudekomplex Dominikanergasse.

## Beschreibung
Für die Planung des Justizzentrums wurde der Architekt Josef Hohensinn im Jahr 2004 mit dem Architekturpreis des Landes Steiermark ausgezeichnet. Das Justizzentrum gilt als europäisches Vorzeigeprojekt auf dem Justiz- und Strafvollzugssektor. Dennoch ist gerade die angeschlossene Justizanstalt aufgrund der modernen Führung der Anstalt umstritten. So wurde das Gefängnis auf einer georgischen Webseite als Urlaubsziel angepriesen, da man beim Vergleich mit georgischen Verhältnissen fast an paradiesische Zustände denken könnte. Zudem war die Justizanstalt Leoben auch die erste Haftanstalt in Österreich, in der ein im Volksmund als „Kuschelzelle“ bezeichneter Langzeitbesucherraum eingerichtet wurde, was für zusätzlichen Unmut in der Bevölkerung sorgte.
Der Gefängnisteil des Gebäudes wurde für den Vollzug von Untersuchungshaft sowie Strafhaft bis zu 18 Monaten Gesamtdauer geschaffen. Mit 205 Häftlingen ist die Justizanstalt komplett belegt. Gelockerter Strafvollzug ist für jeweils 15 Häftlinge in einer der vier Wohngruppen möglich. Außerhalb der eigentlichen Justizanstalt befindet sich das so genannte Freigängerhaus mit einer Belagsfähigkeit von bis zu 30 Personen.